# Vanished Oyayubi Sagashi
Vanished Oyayubi Sagashi (親指さがし? lett. "la ricerca del pollice svanito") è un manga horror ed action scritto da Yusuke Yamada e disegnato da Kirihito Ayamura.
Il manga si compone di un solo volume, è stato pubblicato in Giappone nel 2005 dalla casa editrice Gentosha e in Italia dalla casa editrice J-Pop. Vista la tipologia degli argomenti trattati il manga è indirizzato ad un pubblico adulto.

## Trama
Una leggenda metropolitana racconta di una ragazza uccisa e fatta a pezzi in una villa abbandonata. Il cadavere sarebbe stato recuperato e ricomposto, ma un pollice non sarebbe mai stato ritrovato.
Cinque ragazzini delle scuole elementari (Yumi, Tomohiko, Ako, Takeshi e Chie) per gioco vanno alla ricerca di quel pollice, che secondo la leggenda avrebbe il potere di esaudire un desiderio, ma tutto si conclude con un nulla di fatto. Mentre i ragazzi escono dalla villa, si accorgono però che Yumi è scomparsa senza lasciare traccia.
Passano sette anni e i ragazzi sono ormai diventati adulti. Quattro di loro decidono finalmente di tentare di ritrovare l'amica scomparsa.